# Johann Heinrich Ramberg
Pour les articles homonymes, voir Ramberg.
Johann Heinrich Ramberg (Hanovre, 1763 — Hanovre, 1840) est un peintre, dessinateur et graveur allemand.

## Biographie
Johann Heinrich Ramberg naît à Hanovre le 22 juillet 1763.
Son père encourage son talent artistique et Ramberg montre d'abord son talent en dessinant des paysages des montagnes du Harz.
En 1781, il est présenté à George III et lui fait « de nombreux croquis et caricatures humoristiques ». Le roi incite Ramberg à se rendre à Londres, où il lui apporte son soutien. Ramberg a peut-être été l'élève de Joshua Reynolds et de Francesco Bartolozzi, des artistes majeurs de leur temps, à Londres, ; en novembre 1781, il étudie avec Benjamin West, autre peintre majeur, dans les écoles de la Royal Academy (1781-1788),,.
Il commence à exposer à la Royal Academy en 1782 avec cinq dessins, et reçoit une médaille d'argent pour un dessin de scène de genre. En 1784, il expose trois tableaux et dessine l'exposition elle-même, montrant Reynolds et le prince de Galles, ainsi que plusieurs autres pièces. Selon l’Oxford Dictionary of National Biography, « ces œuvres sont intéressantes pour les historiens en raison de leur témoignage des expositions dans la Grande Salle de l'Académie Royale à la fin du XVIIIe siècle ». Il expose encore en 1785, en 1787 et en 1788. À chaque fois il peint ou dessine l'exposition, avec notamment les tableaux The Exhibition of the Royal Academy 1787 et Portraits of their Majesties and the Royal Family viewing the Exhibition of the Royal Academy 1788.
En 1788, Ramberg visite les Provinces-Unies (La Haye et Amsterdam), l'Allemagne et l'Italie, puis retourne à Hanovre en 1792, où il est nommé peintre de cour de l'Électeur de Saxe,. Il engage alors périodiquement des étudiants, dont Paul Fischer (en), et peint le rideau du théâtre de la cour à Hanovre en 1789, l'un de ses plus importants projets.
Ramberg rencontre l'auteur allemand Goethe vers 1790 et peint Alexandre traversant le Granicus pour décorer la Carlton House de Londres.

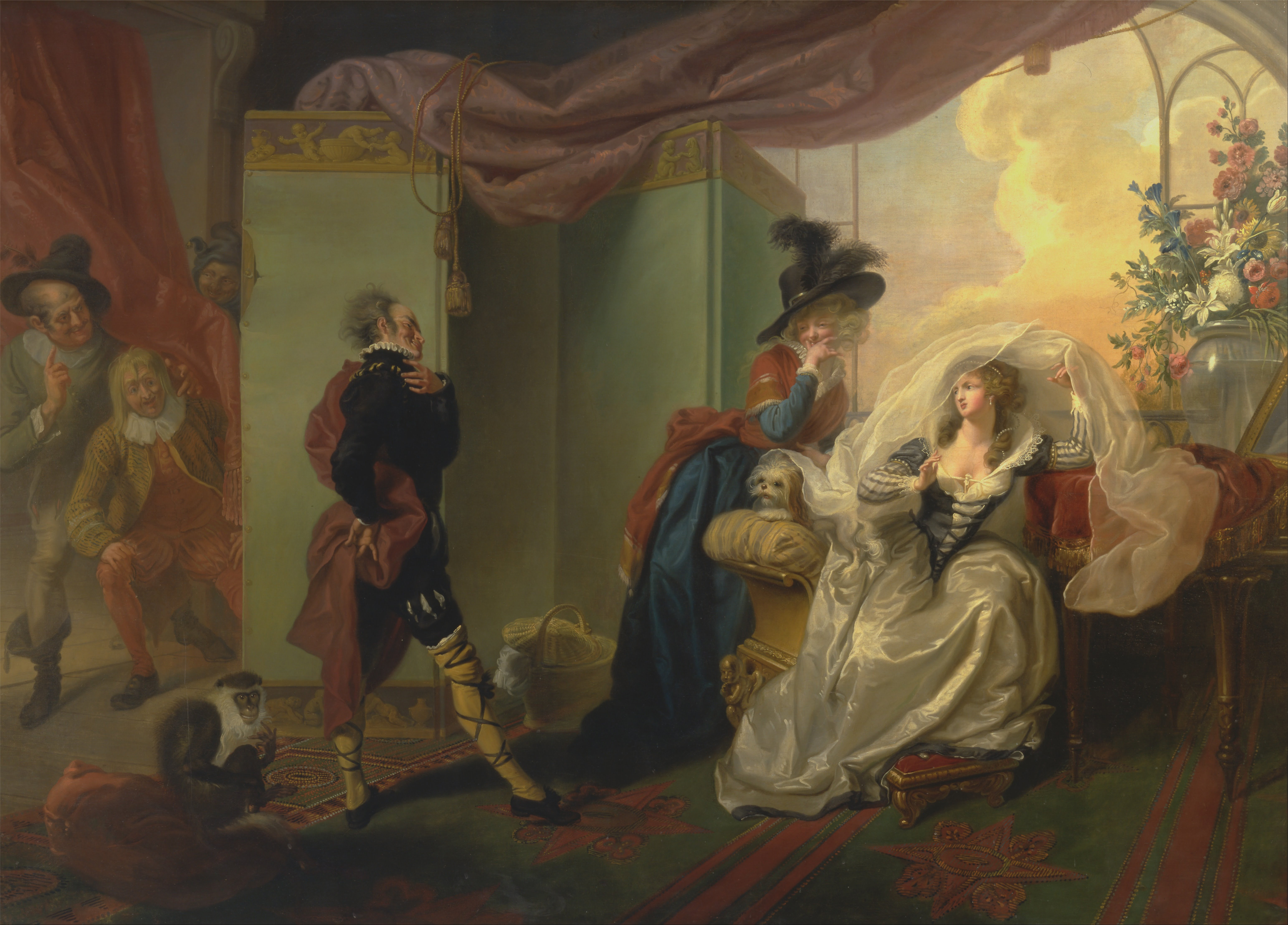
Olivia, Maria and Malvolio, tableau inspiré de La Nuit des rois (Act III, scene 4). 1789, Centre d'art britannique de Yale.

Il participe à la Boydell Shakespeare Gallery de John Boydell avec un tableau, Olivia, Maria and Malvolio, inspiré de La Nuit des rois (Act III, scene 4).
Il peint des portraits de membres de la famille royale britannique : les princesses Mary, Elizabeth et Sophia. Il a illustré de nombreux ouvrages, dont Poets' Gallery de Thomas Macklin, des almanachs et des livres de poche allemands pendant plus de vingt ans, mais selon l'Oxford Dictionary of National Biography, « ses meilleures illustrations sont celles qu'il a lui-même gravées pour les cycles narratifs Reineke Fuchs et Tyll Eulenspiegel, tous deux publiés en 1826 »,. Il réalise, à partir d'esquisses de la princesse Elisabeth, Landgrave de Hesse-Hombourg, une série de vingt dessins allégoriques intitulée Genius, Imagination, Phantasie, qui a été lithographiée par Julius Giere (de) et publiée à Hanovre en 1834. Devenu l'un des illustrateurs les plus connus en Allemagne, il réalise les dessins pour une édition de luxe des œuvres de Christoph Martin Wieland.
Ramberg a eu plusieurs élèves, dont Paul Fischer et son petit-neveu Arthur Georg Ramberg.
Johann Heinrich Ramberg meurt à Hanovre le 6 juillet 1840.

## Conservation
Allemagne
- Musée Städel, Francfort-sur-le-Main[4]
- Wilhelm Busch Museum (en), Hanovre[7]

Espagne
- Bibliothèque nationale d'Espagne, Madrid[8]

États-Unis
- Minneapolis Institute of Art, Minneapolis[9]
- National Gallery of Art, Washington D. C.[10]
- New York Public Library, New York[11]
- Philadelphia Museum of Art, Philadelphie[12]

France
- Bibliothèque nationale de France, Paris[13]

Royaume-Uni
- British Museum, Londres[7]
- National Portrait Gallery, Londres[14]
- Royal Academy, Londres[6]

Suède
- Nationalmuseum, Stockholm[15]